# Rataje (ort i Tjeckien, Zlín)
Rataje är en ort i Tjeckien. Den ligger i regionen Zlín, i den östra delen av landet, 230 km öster om huvudstaden Prag. Rataje ligger 249 meter över havet och antalet invånare är 1 031.
Terrängen runt Rataje är platt åt nordost, men åt sydväst är den kuperad. Runt Rataje är det ganska tätbefolkat, med 100 invånare per kvadratkilometer. Närmaste större samhälle är Kroměříž, 5,1 km nordost om Rataje. Trakten runt Rataje består till största delen av jordbruksmark.